# Prefettura autonoma tibetana di Hainan
La prefettura autonoma tibetana di Hainan (in cinese: 海南藏族自治州, pinyin: Hǎinán Zàngzú Zìzhìzhōu; in tibetano: མཚོ་ལྷོ་བོད་རིགས་རང་སྐྱོང་ཁུལ, Wylie: mtsho-lho bod-rigs rang-skyong-khul) è una prefettura autonoma della provincia del Qinghai, in Cina.

## Suddivisioni amministrative
- Contea di Gonghe
- Contea di Tongde
- Contea di Guide
- Contea di Xinghai
- Contea di Guinan